# Кшечунович, Александр Корнелиевич
Александр Корнелиевич Кшечунович (пол. Aleksander Krzeczunowicz; 15 марта 1863, Соснов — 3 марта 1922, Львов) — галицкий польский политик-консерватор армянского происхождения.

## Биография

### Семья
Родился 15 марта 1863 года в Соснове. Родом из старинного дворянского рода Кшечуновичей, армянского происхождения (в Польше предки поселились в 1662 году). Родители: Корнелий (1815—1881) и Изабелла. Дед — Валериан.
Женился 11 июля 1891 на Фелиции Тустановской. Дети: Корнелий (род. 1894), доктор права и подполковник Войска Польского; Александра (род. 1896); Мария (1893—1952), София (род. 1900). Племянник — Анджей (род. 1930).

### Профессиональная карьера
Окончил Львовский университет, юридический факультет. С 1888 года член Галицкого хозяйственного общества, с 1889 года член Галицкого кредитного земского общества во Львове (с 1892 года член окружного отдела кредитного общества). Владел несколькими поместьями в Галичине: Большово, Бушово, Гербутово, Кунашово и Слободка.
В 1891 году избран в повятовый совет Рогатинщины, с 1912 года маршалок Рогатинского повята. В 1896 году основал Общество охраны налогоплательщиков, которое защищало налогоплательщиков от несправедливых государственных поборов. С 1900 года работал в Подгайцах в повятовом отделе. Автор множества политических и экономических публикаций.

### Политик
6 марта 1908 Кшечунович был избран в Галицкий Сейм от 1-й курии Бережанского округа, переизбирался в 1913 году. Поддерживал консервативные взгляды жителей Подолья. Боролся против австро-венгерской бюрократии и против германизации польских земель Германской империей. За поддержку галицких русофилов и присоединения Галичины к Российской империи был объявлен государственным изменником в Австро-Венгрии, также критиковался украинской интеллигенцией за нежелание признавать право галицких украинцев на самоопределение. Как член комиссии Галицкого Сейма с 1910 по 1914 годы занимался экономическими и политическими реформами в Галичине.
В октябре 1918 года после независимости Польши предложил широкую экономическую автономию регионам. В своей последней статье «Будущее славян и русский вопрос в Галиции и Подолье» излагал своё видение экономического развития Польши: в частности, предлагал соединить каналом Сян и Днестр, а также создать на побережье Днестра зону свободной торговли, которая была бы выгодна Советской России, Польше и Румынии.
Остаток жизни провёл в разрушенном войной Львове. Умер 3 марта 1922, 5 марта похоронен на Лычаковском кладбище.